# Юлаєво (Салаватський район)
Юла́єво (рос. Юлаево, башк. Юлай) — присілок у складі Салаватського району Башкортостану, Росія. Входить до складу Алькінської сільської ради.
Населення — 123 особи (2010; 140 в 2002).
Національний склад:
- башкири — 99 %